# Tadeusz Kurpiel
Tadeusz Kurpiel (ur. 29 grudnia 1896 w Jarosławiu, zm. 5 października 1915 w Czerniowcach) – sierżant sanitarny Legionów Polskich, kawaler Orderu Virtuti Militari.

## Życiorys
Urodził się w rodzinie Antoniego Mariana (1866-1917), członek komisji historyczno-literackiej Akademii Umiejętności w Krakowie, i Heleny z Mateckich. W latach 1910–1914 uczył się w klasach IV–VII c. k. Gimnazjum VIII we Lwowie, którego kierownikiem (od 16 września 1910), a następnie dyrektorem był jego ojciec, doktor filozofii. Maturę zdał w Wiedniu. 
16 sierpnia 1914 wstąpił do Legionu Wschodniego, a po jego rozwiązaniu do batalionu uzupełniającego kapitana Andrzeja Galicy. Na kampanię karpacką wyruszył w składzie oddziału narciarskiego Mariusza Zaruskiego. Później został przeniesiony do 2 pułku piechoty Legionów Polskich i przydzielony do II batalionu jako podoficer sanitarny. Brał udział w walkach na Bukowinie i Besarbii. 26 kwietnia 1915 wraz z plutonowym Antonim Januszajtisem zniszczył rosyjskie działo, a rannego Januszajtisa wyniósł spod ostrzału. Za ten czyn został odznaczony Orderem Virtuti Militari. 28 września 1915 został ranny pod Rarańczą. 5 października tego roku zmarł w szpitalu w Czerniowcach. 11 października 1915 został pochowany w rodzinnym grobowcu w Przemyślu.  

## Ordery i odznaczenia
- Krzyż Srebrny Orderu Virtuti Militari nr 7276 – pośmiertnie 17 maja 1922[7][1]
- Krzyż Niepodległości – pośmiertnie 12 maja 1931 roku „za pracę w dziele odzyskania niepodległości”[8]
- Srebrny Medal Waleczności 1 klasy[4]
- Srebrny Medal Waleczności 2 klasy[4]